# La tortura della freccia
La tortura della freccia (Run of the Arrow) è un film western del 1957 diretto da Samuel Fuller.

## Trama
Alla fine della guerra civile americana il soldato confederato O'Meara abbandona la sua casa e rifiuta di accettare la resa del generale Robert Edward Lee ad Appomattox Court House. Si dirige verso ovest, al fine di placare i suoi animi ed a riflettere sui principi e diritti sudisti vanificati dalla vittoria nordista. Si imbatte in un pellerossa, Coyote Andante, che lo accompagnerà per qualche giorno fino a quando vengono catturati dalla banda di Lupo Solitario, indiani Sioux intenti in saccheggi.
Coyote Andante appartiene alla stessa tribù Sioux, ma viene considerato un rinnegato e chiede la prova della freccia, come alternativa all'impiccagione. Tale prova consiste nello scappare senza farsi infilzare dalle frecce: i due scappano, ma vengono rincorsi dagli indiani, Coyote Andante muore di infarto, mentre O'Meara viene salvato da una donna della tribù, chiamata Cerbiatta bianca. La donna lo cura, lo porterà a salvarsi dalla prova e diventerà sua moglie. O'Meara si inserisce nella comunità Sioux e si offre come guida all'esercito americano che vuole costruire un forte nel territorio degli indiani.
Il generale Allan guida il convoglio di uomini e soldati e ha modo con O'Meara di discutere sulla guerra civile e sui diritti degli uomini; di ampie vedute, spiega che la resa di Lee non è stata una sconfitta, ma la nascita della nazione americana. Allan viene però ucciso durante un'imboscata di Lupo Solitario, il quale contro gli ordini della sua tribù voleva disperdere l'uomo bianco. Catturato da O'Meara, quest'ultimo lo sottopone alla prova della freccia, ma l'indiano viene ucciso a tradimento dal tenente Driscoll, infrangendo la prova.
O'Meara si ritiene disgustato dai metodi del tenente e torna alla tribù, la quale decide di muovere guerra al forte, come causa delle loro limitazioni e della scomparsa dei bisonti, la loro fonte di sostentamento. O'Meara decide di morire da Sioux, propone ai soldati la resa, ma viene tramortito da Driscoll e considerato un traditore. Nel frattempo gli indiani attaccano, bruciano il forte e scorticano vivo il tenente Driscoll, perché aveva infranto la prova della freccia. O'Meara lo uccide con un colpo di fucile risparmiando la tortura e Cerbiatta bianca gli consegna la bandiera degli Stati Uniti, spiegandoli che un Sioux può accettare tali sofferenze e che il disegno sulla bandiera è la sua vera tribù. O'Meara riconosce che ha ragione e guida i pochi superstiti verso la città.

## Produzione

### Riprese
Nonostante nel doppiaggio italiano si citi l'Oregon, la pellicola è stata girata in realtà a Snow Canyon, sopra S. George, nello Utah. Le riprese durarono da metà giugno a metà luglio 1956.
Nell'edizione originale l'attrice Sara Montiel è stata doppiata da Angie Dickinson. La stessa attrice ha più volte dichiarato di aver imparato a cavalcare senza sella in pochissimo tempo e di essersi divertita molto durante le riprese più con le maestranze e le comparse - nativi americani - che con i colleghi di Hollywood.

## Distribuzione
Il copyright del film, richiesto dalla RKO Teleradio Pictures, Inc., fu registrato il 21 aprile 1957 con il numero LP8675.
Originariamente prodotta dalla RKO, la pellicola venne distribuita dalla Universal Pictures dopo che la RKO Radio Pictures si ritirò dal campo della distribuzione.

### Critica
- (...) "notevole per l'uso enfatizzato dei colori delle rocce e della sabbia" (C. Gaberscek[2])
- "(...) Il migliore, il più barocco e compiuto dei 4 western di Fuller" (M. Morandini[4])